# تايكي ماتسونو
تايكي ماتسونو (松野太紀 ماتسونو تايكي) (إسمه الحقيقي تاتسيا ماتسونو) هو ممثل ياباني ولد في 16 أكتوبر 1967 في شيناغاوا، طوكيو.

## أدواره في الأنمي

### مسلسلات أنمي تلفزيونية
- ملفات قضايا كيندايتشي - هاجيمي كيندايتشي
- ملفات قضايا كيندايتشي R - هاجيمي كيندايتشي
- إينوياشا - كوغا
- إينوياشا فصل الخاتمة - كوغا
- يوغي GX - تشاز برينستون
- ون بيس - رايس رايس، لافيت, كامباتشينو، هيلدون, تريبول
- إندماج الديجيمون - لوسيمون
- روروني كينشين - نيشيواكي، بيشيمي
- هاجيمي نو إيبو - كينتا كوباشي
- سينت سيا أوميغا - شيلر

### أفلام أنمي
- البدلة المتنقلة جاندام F91 - آرثر يونج
- ون بيس (2000) - غانزو (أيام الطفولة)
- فيلم ديجيمون سيفرز: القوة القصوى! تفعيل بورست مود!! - أغومون

## أدواره في ألعاب الفيديو
- مغامرة جوجو الغريبة: أول ستار باتل - توشيكازو هازامادا

## أدواره في الدبلجة اليابانية
- سبونج بوب - سبونج بوب (الموسم 4-حالياً)
- فيلم سبونج بوب سكوير بانتس: الإسفنج خارج المياه - سبونج بوب سكوير بانتس

## وصلات خارجية
- تايكي ماتسونو على موقع IMDb (الإنجليزية)
- تايكي ماتسونو على موقع ميوزك برينز (الإنجليزية)
- تايكي ماتسونو على موقع قاعدة بيانات الفيلم (الإنجليزية)
- تايكي ماتسونو على موقع كينوبويسك (الروسية)
- تايكي ماتسونو على موقع ANN person (الإنجليزية)